# Pokłon Magów
Pokłon Magów, Fragment Ujgurski (FrgUjg), symbol T II B 29 – fragment ujgurskiego apokryfu Nowego Testamentu, traktujący o pokłonie trzech magów nowonarodzonemu Jezusowi, w którym widzą Boga. Apokryf, pochodzący z IX lub X wieku, jest prawdopodobnie tłumaczeniem z języka sogdyjskiego i został odkryty podczas wyprawy do Turkiestanu Wschodniego odbytej w latach 1904–1905.

## Historia
Fragment o pokłonie magów został znaleziony podczas zorganizowanej przez berlińskie Museum für Völkerkunde II wyprawy do Turkiestanu Wschodniego, która się odbyła w latach 1904–1905 pod kierunkiem Alberta von Le Coq. Podczas wyprawy znaleziono wiele rękopisów buddyjskich i manichejskich, a także kilka chrześcijańskich. Jednym z takich rękopisów była podwójna kartka pochodząca z rękopisu w formie książkowej; na czterech stronach znajdowało się w sumie 80 wierszy tekstu w języku ujgurskim, zapisanych pismem ujgurskim.
Apokryf ten był najprawdopodobniej tłumaczeniem z języka sogdyjskiego, jednakże bezpośredniego źródła dla tłumaczenia nie znaleziono. Za powstaniem tekstu w środowisku irańskim przemawia to, że widać w nim próbę wyjaśnienia praktykowanego z zaratusztrianizmie kultu ognia, a także fakt, iż w pobliżu miasta Hamadan znaleziono opowiadanie o analogicznej treści, przytoczone przez Marco Polo w Opisaniu świata.
Fragment w języku ujgurskim może pochodzić w IX lub X wieku, ale oryginał mógł powstać znacznie wcześniej.

## Treść
Kanwą opowiadania jest treść zawarta w Mt 2,1-16. Początek fragmentu, tj. rozmowa z Herodem i podróż do Betlejem dzięki gwieździe, jest paralelny z Mt. Podczas składania ofiar magowie zastanawiali się, jakie dary przyjmie Jezus, na co On odpowiedział, że jest Synem Bożym, królem i lekarzem i dał im kamień ze żłobu. Kamień ten okazał się dla magów zbyt ciężki i został wyrzucony do studni, z której powstał blask i płomień do nieba. Widząc to, magowie zaczęli bić pokłony, w czym autor apokryfu znajduje uzasadnienie kultu ognia przez „Magów aż do dziś”.
Apokryf sugeruje następnie, że kapłan Zachariasz poniósł śmierć z ręki Heroda, który rozkazał także wymordować chłopców do dwóch lat. Ostatnie, urwane zdanie fragmentu jest prawdopodobnie paralelne z Mt 2,13 (dany Józefowi nakaz ucieczki do Egiptu).